# Kurija Fodroci
Kurija Švarcovina nalazi se u mjestu Žitomir, u gradu Sveti Ivan Zelina.

## Opis
Jednokatna zidana kurija smještena na osami u rubnom dijelu naselja s pripadajućom gospodarskom zgradom sagrađena je u duhu arhitekture prve četvrtine 19.stoljeća. Pravokutnog je tlocrta i simetrično koncipirana, s dvokrakim stubištem u središnjoj osi i bočno raspoređenim prostorijama. Podrum i jedna prostorija prizemlja su svođeni, dok ostale prostorije imaju strop. Kurija zajedno sa zidanim gospodarskim objektom unutar sačuvanog povijesnog ambijenta predstavlja vrijednu profanu cjelinu s početka 19. stoljeća.	

## Zaštita
Pod oznakom Z-3925 zaveden je kao nepokretno kulturno dobro - pojedinačno, pravna statusa zaštićena kulturnog dobra, klasificirano kao "sakralna graditeljska baština".